# پلی (بازیکن فوتبال)
پلی (انگلیسی: Poli؛ زادهٔ ۲۰ مارس ۱۹۷۷) بازیکن فوتبال اهل اسپانیا است.
از باشگاه‌هایی که در آن بازی کرده‌است می‌توان به باشگاه فوتبال رکریتیوو اوئلوا، باشگاه فوتبال رئال بتیس، باشگاه فوتبال دپورتیوو آلاوس، و باشگاه ورزشی رئال مایورکا اشاره کرد.